# SD38AC型柴油机车
SD38AC型柴油机车是美国通用汽车易安迪公司（GM-EMD）在1971年推出的一款柴油机车，这是SD38型柴油机车的交—直流电传动版本，主要竞争对象是通用电气公司的U23C型柴油机车。
1965年，易安迪公司宣布同时推出9款标准型柴油机车，这一系列的机车实现了高度的标准化，全部采用全新的645系列柴油机，功率等级范围为1000～6000马力，除了包括3000马力等级的GP40、SD40型柴油机车之外，产品线还涵盖了2000马力等级的GP38、SD38型柴油机车，两者分别取代上一代的GP28、SD28型柴油机车的位置；3000马力以上的车型均采用交流牵引发电机，而3000马力以下的车型则采用传统的直流牵引发电机。
1971年，易安迪公司根据一些铁路公司提出的要求，推出采用交流牵引发电机的SD38AC型柴油机车，作为SD38型柴油机车向新一代SD38-2型柴油机车过度的临时产品。1972年，易安迪推出新一代的Dash 2系列柴油机车后，SD38型柴油机车亦从产品序列中取消而停产，同级后继产品为SD38-2型柴油机车。1971年6月至10月期间，易安迪公司共制造了15台SD38AC型柴油机车，其中六台机车售予贝塞麦和伊利湖铁路，六台机车售予德卢斯、米萨贝和铁矿区铁路，一台机车售予加拿大卑詩水電局。
SD38AC型柴油机车是干线货运用的六轴柴油机车，采用单司机室、底架承载结构、双侧外走廊的罩式车体，车体上部自前向后由电气室、司机室、动力室、冷却室四部分组成，其中电气室一端称为短罩端，动力室和冷却室一端称为长罩端。机车走行部采用两台“Flexicoil”三轴转向架，二系悬挂采用扰度较大的螺旋圆弹簧，可改善机车的运行品质和线路适应性。动力装置为一台16气缸、二冲程、机械增压的16-645E型柴油机。传动系统采用交—直流电传动，柴油机输出轴通过联轴器驱动一台AR10型交流发电机，发出的交流电通过大功率硅整流装置转换为直流电，然后供给六台D77型直流牵引电动机。